# Гиг Янг
Гиг Янг (англ. Gig Young, 4 ноября 1913 — 19 октября 1978) — американский актёр театра, кино и телевидения, лауреат премии «Оскар».

## Биография
Байрон Элсворт Барр родился в городе Сент-Клауде, в штате Миннесота. Позже его семья перебралась в Нью-Йорк. Любовь к театру появилась у него ещё в средней школе, затем он получил стипендию в театре города Пасадина Pasadena Playhouse.
Однажды Барра и Джорджа Ривза, игравшего главную роль в пьесе «Панчо» Л. Баррингтона, заметили представители компании Warner Brothers. Оба актёра подписали контракты со студией на исполнение второстепенных ролей. В ранних фильмах Байрон Барр либо не упоминался в титрах, либо стоял в них под именем Байрон Барр (не путать с актёром Байроном Барром). В 1942 году он сыграл роль Гига Янга в фильме «Веселые сестрички», и с тех пор это имя стало его артистическим псевдонимом.
В 1940-х годах Янг снялся в большом количестве картин, играя, в основном, братьев либо друзей главных героев и получив тем самым некоторую известность.
В 1941 году Янг записался добровольцем в Береговую охрану США, где он прослужил медицинским работником до конца Второй мировой войны. После возвращения Warner Brothers разорвала с ним контракт.
Янг стал подрабатывать фрилансером в различных студиях, в эти же годы сложился и основной типаж исполняемых им ролей — роль добродушного алкоголика, знакомая актёру на собственном опыте. Благодаря этой роли в драме «Приди, наполни кубок» (1951), где Янг играл вместе с Джеймсом Кэгни, он был выдвинут на премию «Оскар» за лучшую роль второго плана.
В 1955 году Гиг Янг снялся в нуаре «Часы отчаяния» с Хамфри Богартом и Фредриком Марчем. В 1957 году сыграл роль эгоистичного любовника Кэтрин Хепбёрн в комедии «Кабинетный гарнитур». В 1958 году вновь играет алкоголика в комедии «Любимец учителя» с Дорис Дэй и Кларком Гейблом, за который опять был выдвинут на номинацию «Оскар» за лучшую роль второго плана. Но и этот успех не пошёл актёру на пользу. Ему стали предлагать подобные роли, а проблемы с алкоголем росли.
В 1970 году Гиг Янг получил «Оскар» и «Золотой глобус» (лучшая мужская роль второго плана) за роль Рокки, ведущего танцевального марафона, в фильме «Загнанных лошадей пристреливают, не правда ли?» с Джейн Фондой. Для Янга этот «Оскар» стал предчувствием конца; ещё в 1952 году, после первой номинации на «Оскар», актёр сказал, что «многих актёров, номинированных на „Оскар“, ждали впоследствии не лучшие времена».
В последние годы своей карьеры актёр увлёкся алкоголем. Из-за этого он был отстранён от съёмок в картине «Сверкающие сёдла». Режиссёр Мел Брукс, пригласивший его на главную роль в этом фильме, заменил его на Джина Уайлдера уже через несколько съёмочных дней. Последней работой Янга в кино стала роль в фильме «Игра смерти» (1979), вышедшем в прокат через 6 лет после смерти главного героя картины — Брюса Ли, умершего в 1973 году.

## Личная жизнь
Янг был женат пять раз. Первый брак с Шейлой Стэплер (1940—1947) длился семь лет.
Второй женой Янга стала Софи Розенштейн (1950—1952), умершая от рака через два года после свадьбы. Затем он ухаживал за актрисой Элейн Стритч.
Третья жена, актриса Элизабет Монтгомери (1956—1963), рассталась с актёром из-за его пьянства.
Четвёртой женой Янга, через девять месяцев после его развода с Монтгомери, стала Элейн Уильямс (1963—1966), носившая в это время его ребёнка. В апреле 1964 года на свет появилась их дочь Дженнифер. После трех лет брака пара развелась. Не желая выплачивать алименты, Янг отрицал своё отцовство, однако после пяти лет судебных тяжб дело проиграл.
Со своей пятой женой, 31-летней немкой Ким Шмидт, Янг познакомился на съемках своего последнего фильма Игра смерти, 27 сентября 1978 года они поженились.

## Смерть
19 октября 1978 года молодожёны были найдены мёртвыми в своей квартире на Манхеттене. По версии полиции актёр застрелил свою жену, а затем застрелился сам. Хотя дело и привлекло значительное внимание средств массовой информации и спекуляции, мотивация Янга для совершения убийства-самоубийства остается неизвестной, так как он не оставил предсмертной записки, а его окружение не может дать объяснений данному поступку. Перед трагедией Гиг Янг принял участие в записи эпизода ТВ-шоу Джо Франклина (который никогда так и не был показан), а затем по возвращении домой, совершил самоубийство.
Согласно завещанию, содержащему распоряжения о судьбе имущества на сумму 200 тысяч долларов, награду киноакадемии Янг оставил своему агенту Мартину Бому и его жене. Формулировка гласила «Оскар, который я выиграл благодаря помощи Мартина». Полиция Нью-Йорка нашла статуэтку рядом с телами убитых. Своей дочери, отцовство которой он отрицал, Янг оставил 10 долларов.
Гиг Янг захоронен старшей сестрой на семейном участке под именем Байрон Барр на кладбище Грин Хилл в Уэйнсвилле (англ.), Северная Каролина.

## Фильмография

### Фильмы
| Год  |     | Русское название                               | Оригинальное название                       | Роль                                                                                         |
| ---- | --- | ---------------------------------------------- | ------------------------------------------- | -------------------------------------------------------------------------------------------- |
| 1940 | ф   | Неверные мужья                                 | Misbehaving Husbands (англ.)                | Администратор (в титрах под настоящим именем — Байрон Барр) / Floor Walker (as Byron Barr)   |
| 1941 | кор | Танки на подходе                               | The Tanks Are Coming (англ.)                | Джим Аллен (в титрах под настоящим именем) / Jim Allen (as Byron Barr)                       |
| 1941 | кор |                                                | Here Comes the Cavalry (англ.)              | Конный полицейский Роллинз (в титрах под настоящим именем) / Trooper Rollins (as Byron Barr) |
| 1941 | ф   |                                                | You're in the Army Now (англ.)              | Солдат (нет в титрах)                                                                        |
| 1941 | ф   | Они умерли на своих постах                     | They Died with Their Boots On (англ.)       | Лейтенант Робертс (нет в титрах) / Lt. Roberts (uncredited)                                  |
| 1941 | ф   | Сержант Йорк                                   | Sergeant York (англ.)                       | Марширующий солдат (нет в титрах)                                                            |
| 1941 | ф   |                                                | One Foot in Heaven (англ.)                  | Первый жених,просящий лицензию на собаку (нет в титрах)                                      |
| 1941 | ф   |                                                | Navy Blues (англ.)                          | Матрос на складе (нет в титрах)                                                              |
| 1941 | ф   | Пикирующий бомбардировщик                      | Dive Bomber (англ.)                         | Эббот- подобытный 2 Эксперимент 32 (нет в титрах)                                            |
| 1942 | ф   | Безумные Мартиндейлы                           | The Mad Martindales (англ.)                 | Питер Варни (в титрах под настоящим именем) / Peter Varney (as Byron Barr)                   |
| 1942 | ф   |                                                | The Male Animal (англ.)                     | Студент (нет в титрах)                                                                       |
| 1942 | ф   | Весёлые сёстры                                 | The Gay Sisters (англ.)                     | Гиг Янг (в титрах Байрон Барр) / Gig Young                                                   |
| 1942 | ф   | Капитаны облаков                               | Captains of the Clouds (англ.)              | Ученик-пилот (в титрах Байрон Барр)                                                          |
| 1943 | ф   | Верная подруга                                 | Old Acquaintance (англ.)                    | Радд Кендал / Rudd Kendall                                                                   |
| 1943 | ф   | Военно-воздушные силы                          | Air Force (англ.)                           | Второй пилот                                                                                 |
| 1947 | ф   | Никогда не покидай меня                        | Escape Me Never (англ.)                     | Кэрол Дуброк / Caryl Dubrok                                                                  |
| 1948 | ф   | Найти «Красную ведьму»                         | Wake of the Red Witch (англ.)               | Сэмюэль 'Сэм' Роузен / Samuel 'Sam' Rosen                                                    |
| 1948 | ф   | Женщина в белом                                | The Woman in White (англ.)                  | Уолтер Хартрайт / Walter Hartright                                                           |
| 1948 | ф   | Три мушкетёра                                  | The Three Musketeers (англ.)                | Портос / Porthos                                                                             |
| 1949 | ф   |                                                | Tell It to the Judge (англ.)                | Александр Дарзак / Alexander Darvac                                                          |
| 1949 | ф   | Жажда золота                                   | Lust for Gold (англ.)                       | Пит Томас / Pete Thomas                                                                      |
| 1950 | ф   | Выследить человека                             | Hunt the Man Down (англ.)                   | Пол Беннет - госзащитник / Paul Bennett                                                      |
| 1951 | ф   | Цель неизвестна                                | Target Unknown (англ.)                      | Капитан Райнер / Capt. Reiner                                                                |
| 1951 | ф   |                                                | Slaughter Trail (англ.)                     | Айк Воун / Ike Vaughn                                                                        |
| 1951 | ф   | Слишком молода,чтобы целоваться                | Too Young to Kiss (англ.)                   | Джон Тирсен / John Tirsen                                                                    |
| 1951 | ф   | Только отважные                                | Only the Valiant (англ.)                    | Лейтенант Уильям Холлоуэй / Lt. William Holloway                                             |
| 1951 | ф   | Налей ещё                                      | Come Fill the Cup (англ.)                   | Бойд С. Коупленд / Boyd S. Copeland                                                          |
| 1952 | ф   | Ты для меня                                    | You for Me (англ.)                          | Д-р Джефф Чедвик / Dr. Jeff Chadwick                                                         |
| 1952 | ф   | Отпуск для грешников                           | Holiday for Sinners (англ.)                 | Д-р Джейсон Кент / Dr. Jason Kent                                                            |
| 1953 | ф   | Грустная песня                                 | Torch Song (англ.)                          | Клифф Уиллард / Cliff Willard                                                                |
| 1953 | ф   | Девушка,у которой было всё                     | The Girl Who Had Everything (англ.)         | Вэйнс Кёрт / Vance Court                                                                     |
| 1953 | ф   | Город,который никогда не спит                  | City That Never Sleeps (англ.)              | Джонни Келли / Johnny Kelly                                                                  |
| 1953 | ф   | Арена                                          | Arena (англ.)                               | Хоб Денверс / Hob Danvers                                                                    |
| 1954 | ф   | Это молодое сердце                             | Young at Heart (англ.)                      | Алекс Бёрк / Alex Burke                                                                      |
| 1954 | ф   | Окно во двор                                   | Rear Window (англ.)                         | Издатель Джеффа (нет в титрах) / Jeff's Editor (uncredited)                                  |
| 1955 | ф   | Часы отчаяния                                  | The Desperate Hours (англ.)                 | Чак Райт / Chuck Wright                                                                      |
| 1957 | ф   | Кабинетный гарнитур                            | Desk Set (англ.)                            | Майк Катлер / Mike Cutler                                                                    |
| 1958 | ф   | Туннель любви                                  | The Tunnel of Love (англ.)                  | Дик Пеппер / Dick Pepper                                                                     |
| 1958 | ф   | Любимец учителя                                | Teacher's Pet (англ.)                       | доктор Хьюго Пайн / Dr. Hugo Pine                                                            |
| 1959 | ф   | Статья на первой странице                      | The Story on Page One (англ.)               | Ларри Эллис / Larry Ellis                                                                    |
| 1959 | ф   | Спросите любую девушку                         | Ask Any Girl (англ.)                        | Эван Даутон / Evan Doughton                                                                  |
| 1962 | ф   | Этот мех норки                                 | That Touch of Mink (англ.)                  | Роджер / Roger                                                                               |
| 1962 | ф   | Кид Галахад                                    | Kid Galahad (англ.)                         | Вилли Гроган / Willy Grogan                                                                  |
| 1962 | ф   | Пять миль до полуночи                          | Five Miles to Midnight (англ.)              | Дэвид Барнс / David Barnes                                                                   |
| 1963 | ф   | За любовь или за деньги                        | For Love or Money (англ.)                   | Санни Смит / Sonny Smith                                                                     |
| 1963 | ф   | Щекотливое дело                                | A Ticklish Affair (англ.)                   | Капитан ВМС США Ки Уидон / Commander Key Weedon,USN                                          |
| 1965 | ф   | Невидимые дипломаты                            | Invisible Diplomats                         | Брэд (нет в титрах) / Brad (uncredited)                                                      |
| 1965 | ф   | Странные супруги                               | Strange Bedfellows (англ.)                  | Ричард Брэмвелл / Richard Bramwell                                                           |
| 1967 | ф   | Запертая комната                               | The Shuttered Room                          | Майк Келтон / Mike Kelton                                                                    |
| 1969 | ф   | Загнанных лошадей пристреливают, не правда ли? | They Shoot Horses, Don't They? (англ.)      | Рокки / Rocky                                                                                |
| 1970 | ф   | Любовники и другие незнакомцы                  | Lovers and Other Strangers (англ.)          | Хэл Хендерсон / Hal Henderson                                                                |
| 1973 | ф   | Зять для Чарли МакРейди                        | A Son-in-Law for Charlie McReady            | Чарли МакРейди / Charlie McReady                                                             |
| 1974 | ф   | Чёрная лента для Деборы                        | A Black Ribbon for Deborah (англ.)          | Офнбауер / Ofenbauer                                                                         |
| 1974 | ф   | Принесите мне голову Альфредо Гарсиа           | Bring Me the Head of Alfredo Garcia (англ.) | Джонни Куилл / Johnny Quill                                                                  |
| 1975 | ф   | Элита убийц                                    | The Killer Elite (англ.)                    | Лоренс Вейберн / Lawrence Weyburn                                                            |
| 1975 | ф   | Гинденбург                                     | The Hindenburg (англ.)                      | Эдвард Дуглас / Edward Douglas                                                               |
| 1978 | ф   | Игра смерти                                    | Game of Death (англ.)                       | Джим Маршалл / Jim Marshall                                                                  |

### Телевидение
| Год       |     | Русское название                | Оригинальное название                | Роль                                                                        |
| --------- | --- | ------------------------------- | ------------------------------------ | --------------------------------------------------------------------------- |
| 1948—1958 | с   | Первая студия                   | Westinghouse Studio One (англ.)      | Филип Адамс, Алан Фредрикс / Philip Adams, Alan Fredericks                  |
| 1949—1950 | с   | Серебряный театр                | The Silver Theatre (англ.)           | Тим Дэвис / Tim Davis                                                       |
| 1950—1951 | с   | Театр Бигелоу                   | The Bigelow Theatre (англ.)          | Тим Дэвис / Tim Davis                                                       |
| 1950—1952 | с   | Пулитцеровский театр            | Pulitzer Prize Playhouse (англ.)     | Джордж Каллахан / George Callahan                                           |
| 1950—1957 | с   | Роберт Монтгомери представляет  | Robert Montgomery Presents (англ.)   | Тони Марино / Tony Marino                                                   |
| 1950—1959 | с   | Люкс-видео театр                | Lux Video Theatre (англ.)            | 1 episode, 1954                                                             |
| 1951—1971 | тсп | Шоу Реда Скелтона               | The Red Skelton Show (англ.)         | Питер Пушер / Peter Pusher                                                  |
| 1951—1959 | с   | Театр звезд Шлитц               | Schlitz Playhouse of Stars (англ.)   | Джимми Сэмпсон / Jimmy Sampson                                              |
| 1953—1963 | с   | Стальной Час Соединенных Штатов | The United States Steel Hour (англ.) | Дэйв Корман / Dave Corman Season 4 Episode 3                                |
| 1954—1957 | с   | Продюсерская витрина            | Producers' Showcase (англ.)          | Саймон Гейфорт (ч. "Игра теней") / Simon Gayforth (segment 'Shadow Play')   |
| 1954—1958 | с   | Кульминация                     | Climax! (англ.)                      | Эдгарт Холт / Edgar Holt                                                    |
| 1957—1960 | с   | Театр 'Goodyear'                | Goodyear Theatre (англ.)             | Герман Ворт / Herman Worth                                                  |
| 1958—1961 | тсп | Театр Ширли Темпл               | Shirley Temple's Storybook (англ.)   | Майлз Эндон / Miles Hendon                                                  |
| 1959—1964 | с   | Сумеречная зона                 | The Twilight Zone (англ.)            | Мартин Слоун / Martin Sloan «Walking Distance» Season 1 Episode 5           |
| 1959      | тф  | Филадельфийская история         | The Philadelphia Story               | Декстер Хэвен / C.K. Dexter Haven                                           |
| 1960      | тф  | Ниночка                         | Ninotchka                            | Леон, граф д'Алгу / Leon Dolga                                              |
| 1961—1962 | с   | Театр 62                        | Theatre '62 (англ.)                  | «The Spiral Staircase»,1 episode,1961                                       |
| 1955—1965 | с   | Альфред Хичкок представляет     | Alfred Hitchcock Presents (англ.)    | Дюк Марсден / Duke Marsden «A Piece of the Action» ,1962                    |
| 1963—1965 | с   | Театр создателей саспенса       | Kraft Suspense Theatre (англ.)       | Хьюго Майрик / Hugo Myrich «The End of the World,Baby» Season 1,Episode 3   |
| 1964—1965 | с   | Жулики                          | The Rogues (англ.)                   | Тони Флеминг / Tony Fleming                                                 |
| 1968      | тф  | Компаньоны по кошмару           | Companions in Nightmare (англ.)      | Эрик Николсон / Eric Nicholson                                              |
| 1970—1977 | с   | МакКлауд                        | McCloud (англ.)                      | Джек Хефферман / Jack Hefferman «The Day New York Turned Blue» (6th Season) |
| 1971      | тф  | Неоновый потолок                | The Neon Ceiling                     | Джонс / Jones                                                               |
| 1974      | тф  | Великое похищение бриллиантов   | The Great Ice Rip-Off (англ.)        | Харки Роллинз / Harkey Rollins                                              |
| 1975      | тф  |                                 | The Turning Point of Jim Malloy      | Рэй Уайтхед / Ray Whitehead                                                 |
| 1976      | с   | Гиббсвиль                       | Gibbsville (англ.)                   | Рэй Уайтхед / Ray Whitehead                                                 |
| 1976      | тф  | Шерлок Холмс в Нью-Йорке        | Sherlock Holmes in New York (англ.)  | Мортимер МакГрю / Mortimer McGrew                                           |
| 1977      | тф  | Спектр                          | Spectre (англ.)                      | Д-р Эймос 'Хем' Гамильтон / Dr. Amos "Ham" Hamilton                         |

## Признание
- 1952: Премия «Оскар» за лучшую мужскую роль второго плана в фильме «Приди наполни кубок» (1951) (номинация)
- 1959: Премия «Оскар» за лучшую мужскую роль второго плана в фильме «Любимец учителя» (1958) (номинация)
- 1959: Премия «Золотой глобус» за лучшую мужскую роль второго плана — Кинофильм — «Любимец учителя» (1958) (номинация)
- 1970: Премия «Оскар» за лучшую мужскую роль второго плана в фильме « Загнанных лошадей пристреливают, не правда ли?» (1969)
- 1970: Премия BAFTA за лучшую мужскую роль второго плана в фильме « Загнанных лошадей пристреливают, не правда ли?» (1969) (номинация)
- 1970: Премия «Золотой глобус» за лучшую мужскую роль второго плана — Кинофильм — « Загнанных лошадей пристреливают, не правда ли?» (1969)

За вклад в развитие телевизионной индустрии Гиг Янг был удостоен звезды 6821 на голливудской «Аллее славы» на Голливудском бульваре.

### На английском языке
- Cozad, W. Lee (2006). More Magnificent Mountain Movies: The Silverscreen Years, 1940–2004. Sunstroke Media, 400 pages. ISBN 978-0-9723-3722-9. Page 147.
- Meyer, Janet L. (2008). Sydney Pollack: A Critical Filmography. McFarland & Company, 248 pages. ISBN 978-0-7864-3752-8.
- Monush, Barry (2003). Screen World Presents the Encyclopedia of Hollywood Film Actors: From the Silent Era To 1965. Applause Theatre & Cinema Books , 832 pages. ISBN 978-1-5578-3551-2. Page 810.
- Parish, James Robert (2001). The Hollywood Book of Death: The Bizarre, Often Sordid, Passings of More Than 125 American Movie and TV Idols. Contemporary Books of McGraw Hill, 413 pages. ISBN 978-0-8092-2227-8. Page 335.